# Servizio ferroviario metropolitano di Bologna
Il servizio ferroviario metropolitano di Bologna (SFM) è un insieme di servizi ferroviari a carattere suburbano, con orario cadenzato, lungo alcune linee ferroviarie convergenti o passanti nella città di Bologna.
Al 2024, la rete dell'SFM è strutturata in 8 direttrici radiali, tutte attestate a Bologna Centrale, con l'eccezione della linea S1 (Porretta Terme/Marzabotto-Bologna-Pianoro) e di alcuni treni passanti sulla linea S4 (Ferrara-Bologna-Imola).
Il servizio percorre linee ferroviarie preesistenti, integrate dalla realizzazione di nuove stazioni e ferroviarie, nel quadro del riordino del nodo ferroviario di Bologna in seguito ai lavori per la costruzione della stazione ferroviaria interrata per i treni ad alta velocità. Il progetto è integrato dalla riorganizzazione del trasporto automobilistico pubblico e dall'integrazione tariffaria.
L'infrastruttura ferroviaria è gestita da Ferrovie Emilia-Romagna e da Rete Ferroviaria Italiana, ciascuna per le linee di propria competenza. I servizi sono gestiti da Trenitalia Tper.

## Storia
L'SFM fu avviato nel 1995, con l'introduzione dell'orario cadenzato sulla linea Bologna-Ferrara.
Con l'accordo di programma del 2007 fu prevista l'attivazione di più linee passanti con orari cadenzati per il 2012. Al giugno 2013 risultavano terminati il 90% dei lavori infrastrutturali ed erano attivi il 70% dei servizi previsti nell'assetto base.
La struttura a regime del servizio fu ridisegnata e ridefinita con il Piano Urbano della Mobilità Sostenibile (PUMS) di Bologna, approvato il 27 novembre 2019. Il piano prevede, in particolare, l'attuazione delle 3 linee passanti e un aumento della frequenza delle corse nelle ore di punta fino a 15' nelle stazioni del cosiddetto "passante urbano", costituito dalla tratta di linea S1 compresa tra le stazioni di Casalecchio Garibaldi e Pianoro.
Il 27 aprile 2023, un accordo triennale siglato da comune, città metropolitana e regione ha stabilito i primi passi per il raggiungimento degli obiettivi previsti dal PUMS. Nello specifico, l'accordo prevede:
- l'istituzione di collegamenti notturni con autobus sostitutivo, da giugno 2023, nelle notti di venerdì e sabato, da Bologna per Vignola, Porretta, San Benedetto e Poggio Rusco, con l'impegno di trasformarli in servizi ferroviari a dicembre 2024;
- la realizzazione di servizi passanti tra Casalecchio-Bologna-Pianoro a partire da giugno 2024, con una frequenza di una corsa ogni 15 minuti;
- il potenziamento della linea S5 (Bologna-Modena) da dicembre 2024, con fermate ogni mezz'ora a Samoggia e Anzola.

### Interventi infrastrutturali

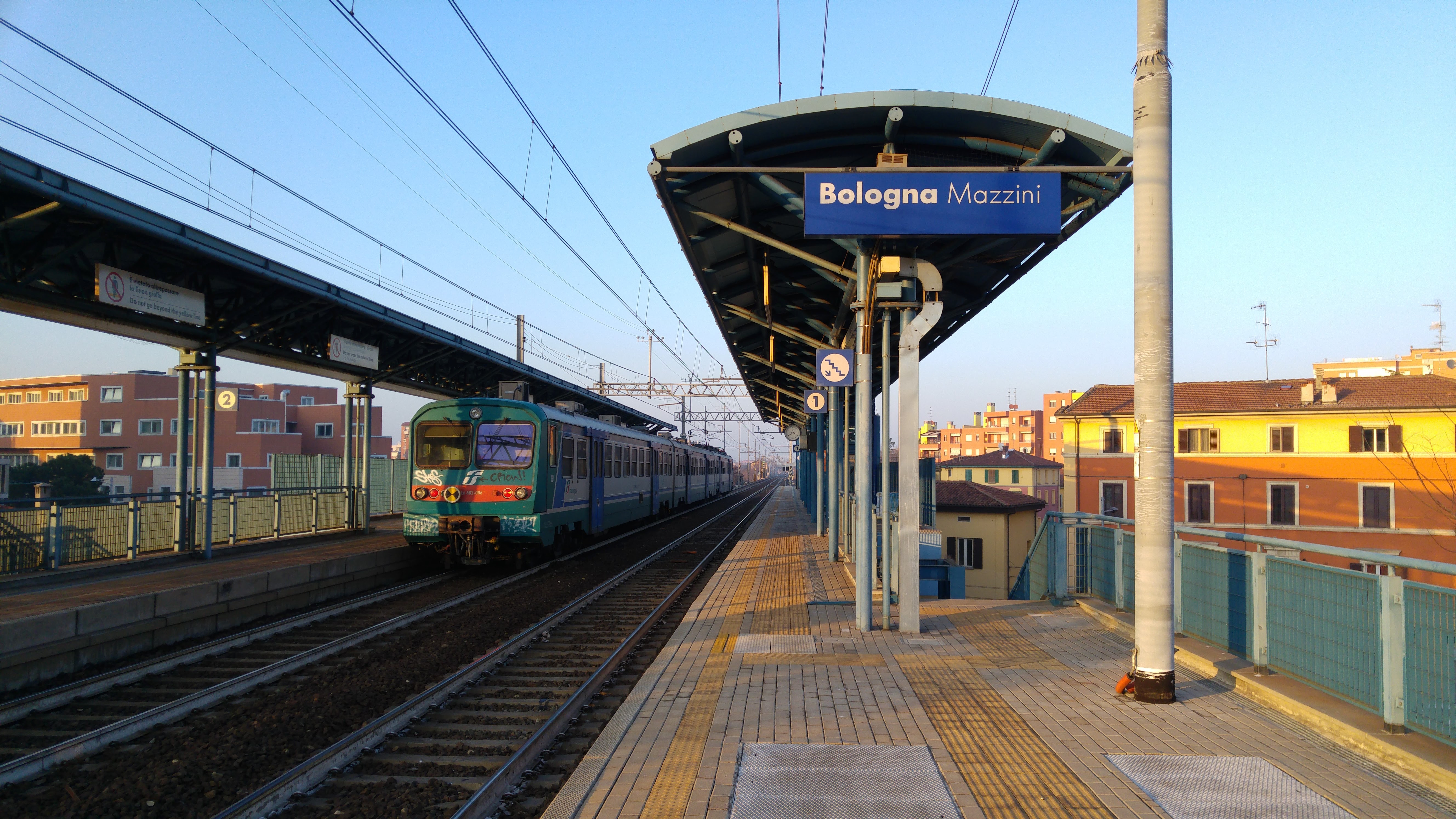
Il regionale 6546 da Prato Centrale a Bologna Centrale effettua fermata presso la stazione di Bologna Mazzini, attivata l'8 giugno 2013, sulla linea S1.

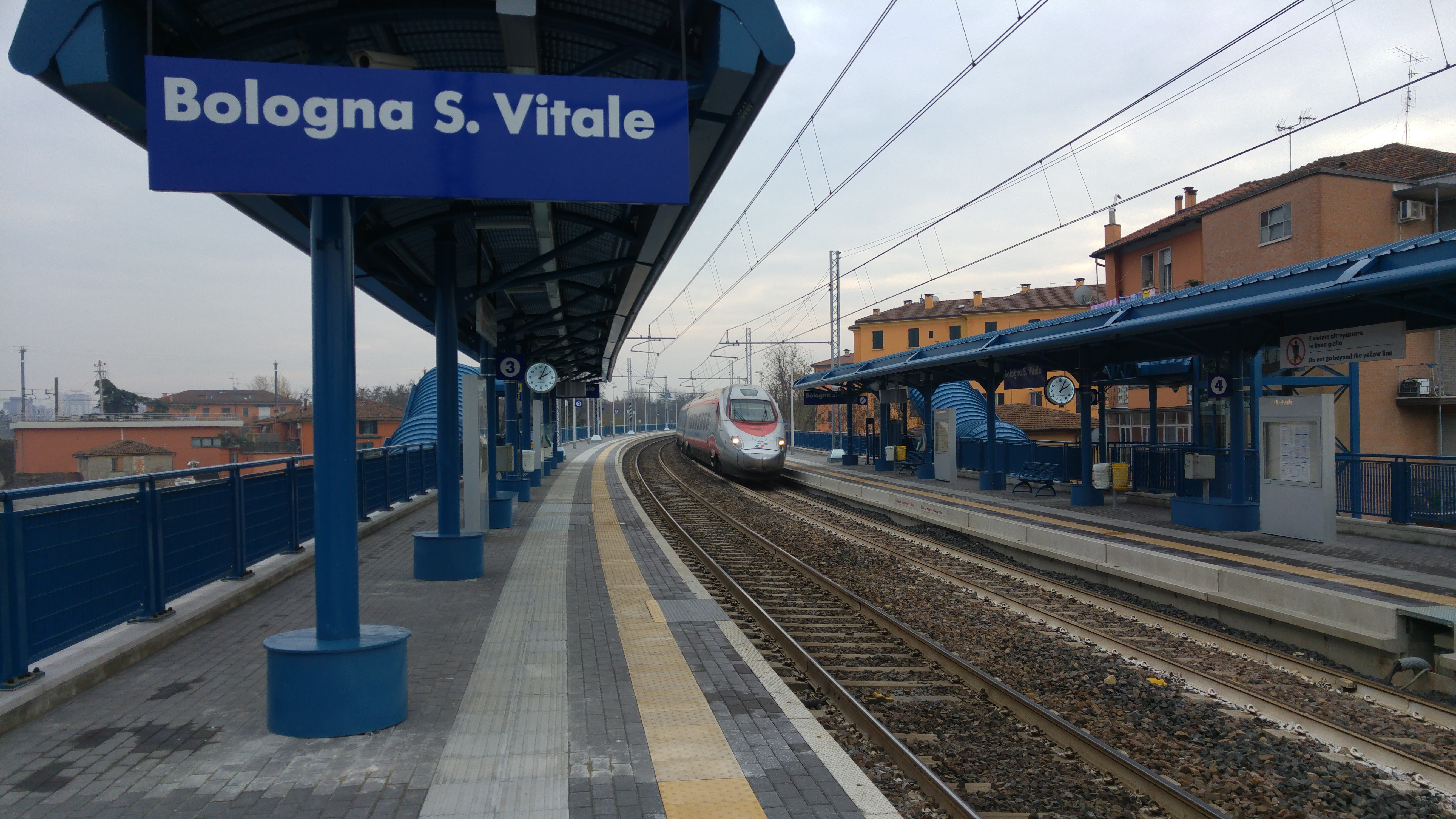
Un Frecciargento in transito presso la stazione di Bologna San Vitale, attivata il 14 settembre 2014, alla confluenza tra le linee S1 e S4.

Il progetto originario del servizio ferroviario metropolitano di Bologna prevedeva la costruzione di 13 nuove fermate, di cui 10 sono già state attivate: Casalecchio Garibaldi (inaugurata nel 2002), Casteldebole (2002), Ozzano dell'Emilia (2002), Funo Centergross (2003), Rastignano (2004), Calderara-Bargellino (2008), San Lazzaro di Savena (2008), Musiano-Pian di Macina (2009), Bologna Mazzini (2013), Bologna San Vitale (2014).
Il progetto prevedeva inoltre la riqualificazione della maggior parte delle fermate ferroviarie preesistenti, tra cui Bologna Fiere, Bologna San Ruffillo e Bologna Zanolini (riattivata nel 2001 dopo i lavori di interramento della ferrovia Bologna-Portomaggiore, contestualmente ricevendo la nuova denominazione in luogo della precedente Bologna San Vitale).

### Sintesi cronologica
- 1982: viene elaborato il Piano integrato dei trasporti di bacino della provincia di Bologna che assieme al successivo (1984) piano urbanistico intercomunale assegna alla rete ferroviaria l'asse portante della mobilità[9]
- 1994: intesa per la riorganizzazione dei trasporti pubblici nell'area metropolitana bolognese[1]
- 1997: accordo attuativo e integrativo[10]
- 2001: accordo di programma 2001-2003[11]
- 2004: accordo di programma 2003-2006[12]
- 2007: accordo di programma 2007[6][13]
- 2009: il Piano della mobilità della provincia di Bologna viene elaborato tenendo in considerazione l'attivazione dell'SFM[14]
- 8 giugno 2013:
  - viene inaugurata la stazione di Bologna Centrale AV, che decongestiona i binari di superficie, prerequisito essenziale per effettuare servizi suburbani passanti per Bologna Centrale e non più attestati
  - viene attivata la stazione di Bologna Mazzini: l'inaugurazione è caratterizzata dalla campagna di informazione Arriva la esse bolognese e dall'attivazione del sito ufficiale del SFM[15]
- 14 settembre 2014: viene attivata la stazione di Bologna San Vitale per la linea S4B da e per Imola[16]
- 13 dicembre 2015: attivazione della stazione di Bologna San Vitale anche per la linea S1B da e per San Benedetto Sambro-Castiglione Pepoli[17]
- 11 dicembre 2022: avvio dei lavori di parziale interramento della ferrovia Bologna-Portomaggiore, con la contestuale realizzazione della nuova stazione di Bologna Libia. Al momento dell'avvio dei lavori, il termine del cantiere, con la conseguente riattivazione del traffico ferroviario, è preannunciato per il 30 giugno 2025[18]
- 11 giugno 2023: istituzione di due coppie di bus notturni, nelle notti di venerdì e sabato, sulle linee S1A, S1B, S2A e S3[7] e, dal 13 ottobre, anche sulla linea S2B[19]
- 9 giugno 2024: istituzione dei collegamenti passanti Porretta/Marzabotto-Pianoro, sulla linea S1[20]
- 15 dicembre 2024: raddoppio delle frequenze (da un treno ogni 60' a un treno ogni 30') tra Modena e Bologna, sulla linea S5[21]

## La rete
Il sistema è formato da otto linee, che effettuano tutte capolinea a Bologna Centrale, con l'eccezione della linea S1 (Porretta/Marzabotto-Bologna-Pianoro) e di alcuni servizi passanti sulla linea S4 (Ferrara-Bologna-Imola).
La rete tocca due regioni (Emilia-Romagna e Lombardia) e quattro province (Modena, Ferrara e Mantova, oltre alla città metropolitana di Bologna).
| Linea | Percorso                                                 | Lunghezza totale | Stazioni | Treni/giorno (2016) | Passeggeri/giorno (inclusi servizi RV) | Gestore         |
| ----- | -------------------------------------------------------- | ---------------- | -------- | ------------------- | -------------------------------------- | --------------- |
| S1A   | Bologna Centrale-Porretta Terme                          | 58,5 km          | 17       | 58                  | 11 000 (al 2019)                       | Trenitalia Tper |
| S1B   | Bologna Centrale-San Benedetto Sambro-Castiglione Pepoli | 40,6 km          | 10       | 51                  | 5 000 (al 2019)                        | Trenitalia Tper |
| S2A   | Bologna Centrale-Vignola                                 | 32,7 km          | 18       | 43                  | 6 900 (al 2019)                        | Trenitalia Tper |
| S2B   | Bologna Centrale-Portomaggiore                           | 48 km            | 17       | 47                  | 5 800 (al 2019)                        | Trenitalia Tper |
| S3    | Bologna Centrale-Poggio Rusco                            | 59,4 km          | 9        | 66                  | 8 800 (al 2019)                        | Trenitalia Tper |
| S4A   | Bologna Centrale-Ferrara                                 | 46,8 km          | 10       | 72                  | 17 000 (al 2019)                       | Trenitalia Tper |
| S4B   | Bologna Centrale-Imola                                   | 34,1 km          | 7        | 98                  | 16 000 (al 2019)                       | Trenitalia Tper |
| S5    | Bologna Centrale-Modena                                  | 36,9 km          | 5        | 79                  | 16 000 (al 2019)                       | Trenitalia Tper |
|       |                                                          | 357 km           | 82       | 514                 | 84.400                                 | Trenitalia Tper |

### Linea S1
La linea S1 collega Porretta Terme a San Benedetto Sambro-Castiglione Pepoli, passando per Bologna Centrale.
La linea per Porretta, costruita tra il 1857 e il 1864, è elettrificata; è a doppio binario tra Bologna Centrale e Casalecchio Garibaldi, a binario unico tra Casalecchio Garibaldi e Porretta. La tratta per San Benedetto fa invece parte della linea direttissima Bologna-Firenze, inaugurata nel 1934, elettrificata e interamente a doppio binario. Entrambe le linee appartengono a RFI.
Fino all'8 giugno 2024, i due rami erano gestiti separatamente; nessun treno collegava direttamente i due capolinea. Con il cambio orario del 9 giugno 2024, sono stati istituiti collegamenti passanti da Porretta/Marzabotto a Pianoro, passando per Bologna Centrale, con una frequenza di 30' nei giorni feriali.
Si registrano circa 11.000 spostamenti giornalieri sul ramo A e 5.000 spostamenti giornalieri sul ramo B.

### Linea S2
La linea S2 collega Vignola (ramo A) a Portomaggiore (ramo B), passando per Bologna Centrale; percorre binari dedicati, che non si sovrappongono a servizi ferroviari di altro tipo.
La linea ferroviaria tra Casalecchio e Vignola è attiva dal 1882: inizialmente una tranvia, fu promossa a ferrovia tra Casalecchio e Vignola nel 1938. Il traffico ferroviario, interrotto nel 1967, fu reintrodotto nel 2003, grazie a una bretella di innesto sulla ferrovia Porrettana per consentire ai treni in arrivo a Casalecchio di proseguire fino a Bologna Centrale. L'intero ramo è elettrificato, a binario singolo tra Casalecchio Garibaldi e Vignola.
La linea tra Bologna e Portomaggiore fu invece inaugurata nel 1887; percorre oggi un tratto interrato tra il piazzale Est di Bologna Centrale e la stazione di Bologna Zanolini. L'intero ramo è elettrificato e a binario unico.
Entrambe le linee appartengono a FER. Al 2023, i due rami sono gestiti separatamente; nessun treno collega direttamente i due capolinea.
Il numero di spostamenti giornalieri ammonta a circa 6 900 per il ramo A, circa 5 800 per il ramo B.

### Linea S3
La linea S3 collega Bologna a Poggio Rusco in 50 minuti, percorrendo i binari della ferrovia Bologna-Verona: attivata nel 1901, la ferrovia è interamente elettrificata e a doppio binario. Appartiene a RFI.
Il numero di spostamenti giornalieri è pari a circa 8 800.

### Linea S4
La linea S4 collega Ferrara (ramo A) a Imola (ramo B), passando per Bologna Centrale, in un'ora e 20 minuti. La tratta da Ferrara a Bologna Centrale percorre i binari della ferrovia Bologna-Venezia, inaugurata nel 1864 a binario singolo e raddoppiata nel Dopoguerra; la tratta per Imola percorre invece la ferrovia Adriatica, inaugurata nel 1861. Entrambe le tratte sono di proprietà RFI.
Il numero di spostamenti giornalieri è quantificato in circa 17 000 per il ramo A, circa 16 000 per il ramo B.

### Linea S5
La linea S5 collega Bologna a Modena in 30 minuti, percorrendo il relativo tratto della ferrovia Milano-Bologna, inaugurata nel 1859 e appartenente a RFI. È interamente elettrificata e a doppio binario.
Il numero di spostamenti giornalieri è pari a circa 16 000.

### Progetti futuri
Il progetto del servizio ferroviario metropolitano di Bologna prevede la realizzazione di tre ulteriori fermate, al momento inattive:
- Bologna Borgo Panigale Scala, servita dalla linea S5 per Modena;
- Bologna Prati di Caprara, servita dalle linee S1A (ramo per Porretta Terme), S2A (ramo per Vignola), S3 per Poggio Rusco, S5 per Modena;
- Bologna Zanardi, servita dalla linea S4A (ramo per Ferrara).

## Caratteristiche
Lo scopo dichiarato del servizio ferroviario metropolitano è quello di riequilibrare le modalità di trasporto nell'area metropolitana di Bologna, che nel 2001 vedeva solo il 13% degli spostamenti tramite mezzi pubblici.
Nella città metropolitana di Bologna, l'87% della popolazione risiede a meno di 4 km da una fermata ferroviaria: grazie al miglioramento delle frequenze e a una integrazione treno-bus, secondo le previsioni, gli spostamenti effettuati con i trasporti pubblici saranno destinati ad aumentare.
A tal fine è stato previsto di adottare:
- l'orario cadenzato
- l'integrazione sia tariffaria: il sistema tariffario integrato a zone, denominato "MiMuovo" è basato su una zonizzazione unica regionale, che è progressivamente in fase di attuazione da parte di tutti gli operatori di trasporto pubblico della regione
- la simmetria: nelle stazioni di corrispondenza a due o più linee le corse arriveranno e partiranno in orari calcolati al fine di minimizzare i tempi d'interscambio

### Costi
Al 2013 erano stati spesi come costi di investimento 490 milioni di euro la cui quota maggiore è stata riservata per interventi infrastrutturale. La quota minoritaria è stata utilizzata principalmente per acquistare il materiale rotabile.
I costi di esercizio annuali dell'assetto base sono previsti in circa 50 milioni €.

### Riconoscibilità del servizio
Tra il 2008 e il 2012 il Comitato per il nodo ferroviario di Bologna (organismo di coordinamento tra i soggetti istituzionali e il gruppo delle Ferrovie dello Stato Italiane) ha elaborato un progetto di riconoscibilità del servizio a partire dal logo del servizio (una "S") e dagli elementi che caratterizzano le stazioni del servizio SFM (mappa di linea, bacheca orari). La prima stazione che è stata costruita con questi elementi è quella di Bologna Mazzini attivata nel giugno del 2013. Altre 5 stazioni sono state aggiornate con gli elementi grafici nel dicembre 2014. I fondi per installare gli elementi di riconoscibilità del servizio nelle altre stazioni derivano dal progetto europeo RAIL4SEE (Rail hub cities for south east europe).

## Frequentazione
Al 2024, la rete del servizio ferroviario metropolitano di Bologna ha fatto registrare complessivamente 35,2 milioni di passeggeri (saliti+discesi).
Le stazioni più utilizzate sono state:
1. Bologna Centrale (>19 000 000 passeggeri)
2. Imola (2 400 000 passeggeri)
3. Bologna Borgo Panigale (819 979 passeggeri)
4. Casalecchio Garibaldi (804 613 passeggeri)
5. Vergato (631 804 passeggeri)
6. Castel San Pietro Terme (566 191 passeggeri)
7. Porretta Terme (518 775 passeggeri)
8. Sasso Marconi (497 551 passeggeri)
9. San Giovanni in Persiceto (491 260 passeggeri)
10. San Pietro in Casale (476 946 passeggeri)
11. Bologna Roveri (428 306 passeggeri)
12. Crevalcore (382 784 passeggeri)
13. Bologna S. Vitale (363 311 passeggeri)
14. S. Giorgio di Piano (334 469 passeggeri)
15. Casalecchio di Reno (329 048 passeggeri)
16. Marzabotto (304 183 passeggeri)

## Interscambi
Il fulcro della rete è costituito dalla stazione di Bologna Centrale, dove è possibile un interscambio diretto tra tutte le linee SFM e con i servizi ferroviari nazionali, alta velocità e internazionali, nonché con il trasporto pubblico di superficie (autobus e filobus gestiti da TPER) e con il people mover Marconi Express per l'Aeroporto di Bologna.
La rete tranviaria di Bologna, i cui lavori di costruzione sono stati avviati nell'aprile 2023, prevede un interscambio con la rete ferroviaria servita da SFM nelle stazioni di:
- Bologna Borgo Panigale (linea tranviaria rossa);
- Bologna Centrale (linee tranviarie rossa e verde);
- Bologna Corticella (linea tranviaria verde).

Nella stazione di Casalecchio Garibaldi è inoltre previsto, in futuro, un interscambio con la linea tranviaria blu, che al 2024 è in fase di studio di fattibilità.